# گوسان-دونگ
گوسان-دونگ (به لاتین: Gusan-dong) یک منطقهٔ مسکونی در کره جنوبی است که در Eunpyeong District واقع شده‌است.